# Ginny Championships 1983
Ginny Championships 1983 — жіночий тенісний турнір, що проходив на закритих кортах з килимовим покриттям Neal S. Blaisdell Center у Гонолулу (Гаваї, США). Це був завершальний турнір Ginny Tournament Circuit. Належав до Світової чемпіонської серії Вірджинії Слімс 1983.
Турнір відбувся вперше і тривав з 7 листопада до 13 листопада 1983 року. Друга сіяна Кетлін Горват здобула титул в одиночному розряді.

## Фінальна частина

### Одиночний розряд
Кетлін Горват —  Карлінг Бассетт-Сегусо 4–6, 6–2, 7–6
- Для Горват це був 2-й титул за сезон і 4-й — за кар'єру.

### Парний розряд
Розалін Феербенк /  Кенді Рейнолдс —  Лі Антонопліс /  Барбара Джордан 5–7, 7–5, 6–3
- Для Феербенк це був 6-й титул за сезон і 9-й — за кар'єру. Для Рейнолдс це був 8-й титул за сезон і 16-й — за кар'єру.

## Нотатки
1. ↑  Ginny Tournament Circuit 1983 складався з восьми турнірів з призовим фондом 50 тис. доларів кожен, що проходили від лютого до вересня, а після цього Ginny Championships. Всі турніри відбулись у (США).[1]